# イン・ザ・ビッグ・ドリーム
イン・ザ・ビッグ・ドリーム（In The Big Dream）は、1989年に発表されたアンダーソン・ブラッフォード・ウェイクマン・ハウ（ABWH）のミュージックビデオである。

## 解説
1989年、アリスタ・レコード/BMGVIDEOより発売。ABWHのビデオ・クリップ、レコーディング風景、メンバーへのインタビュー、「燃える朝焼け（Heart of the Sunrise）」のライブ映像が収録された。
日本では1990年、BMGビクター株式会社よりレーザー・ディスク/VHSで発売されたが、やがて絶版になった。
2007年、インタビュー部分等などが、DVD2枚組として再発されたライブ・ビデオ『イエス・ミュージックの夜』のボーナス・トラックとして収録された。
ブラジルでは、異なるジャケットでライブ映像が追加されたものが、イエスの名義で発売されている。

## 収録内容
1. オープニング
2. ブラザー・オブ・マイン
3. インタビュー
4. オーダー・オブ・ザ・ユニバース
5. インタビュー
6. アイム・アライブ("クァルテットより")
7. インタビュー
8. 燃える朝焼け (ライブ)
9. クロージング

- 収録時間=約37分